# Sphenopholis intermedia
Sphenopholis intermedia là một loài thực vật có hoa trong họ Hòa thảo. Loài này được (Rydb.) Rydb. miêu tả khoa học đầu tiên năm 1909.